# Avanafil
Avanafil este un inhibitor al fosfodiesterazei PDE5 cu specificitate pentru guanozin monofosfatul ciclic (GMPc), utilizat pentru tratamentul disfuncției erectile. A fost dezvoltat de compania farmaceutică Vivus Inc. din Mountain View, California.
Avanafil este cunoscut sub denumirea comercială Stendra și Spedra sub formă de comprimate de 50, 100, 200 mg. În Uniunea Europeană este comercializat de Menarini Group și a fost autorizat de European Medicines Agency – EMA (Agenția Europeană pentru Medicamente de la 21 iunie 2013. În S.U.A. a primit avizul Administrației Americane pentru Alimente și Medicamente (FDA) la data de 27 aprilie 2012.
În comparație cu ceilalți inhibitori ai fosfodiesterazei PDE5 (sildenafil, tadalafil, vardenafil), avanafil prezintă avantajul că este asimilat de către organism două ori mai rapid, cu numai 15 minute înainte de actul sexual.